# 准噶尔橐吾
准噶尔橐吾（学名：Ligularia songarica）是菊科橐吾属的植物。分布在准噶尔、俄罗斯以及中国大陆的新疆等地，生长于海拔500米至1,130米的地区，多生长在水边及山坡，目前尚未由人工引种栽培。
种加名 songarica  意为“准噶尔的”。